# Ordinul de Merit al Republicii Polone
Ordinul de Merit al Republicii Polone (în poloneză Order Zasługi Rzeczypospolitej Polskiej) este un ordin de merit polonez creat în 1974, acordat celor care au prestat mari servicii Poloniei. Acesta este acordat pentru străini sau polonezi care locuiesc în străinătate. Ca atare, este uneori menționat "ordin diplomatic". Este a șasea decorație în ordinea de prioritate a decorațiilor poloneze.

## Istoria

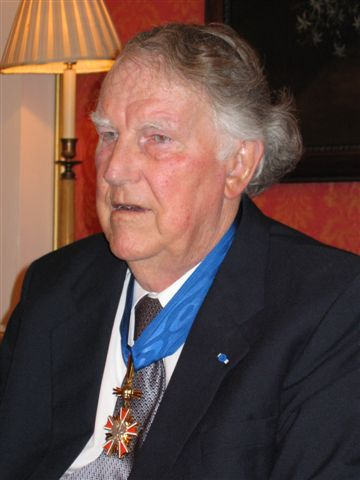
Sir Edmund Hillary purtând Crucea Comandantului în 2004

Ordinul a fost stabilit prin legea din 10 aprilie 1974 ca Ordinul de Merit al Republicii Populare Polone (în poloneză Order Zasługi Rzeczypospolitej Polskiej Ludowej). Acesta a fost acordat în cinci clase: Marele Cordon al Ordinului, Comandantament cu Stea, Comandament, Insigna de Aur a Ordinului și Insigna de Argint a Ordinului. Acesta a fost acordat de către Consiliul Polonez de Stat. 

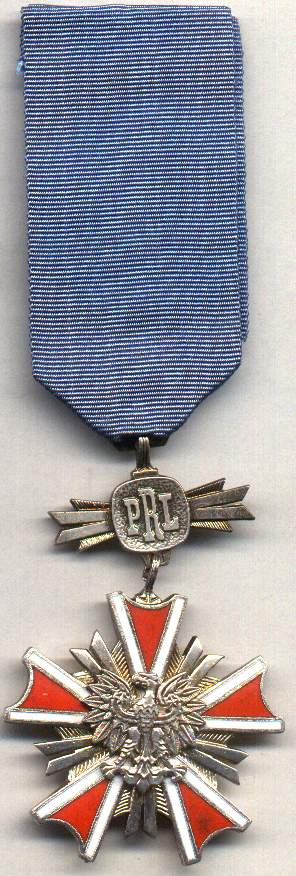
Versiunea ordinului Republicii Populare Polone versiunea de ordin (clasa a 5-a)

După căderea comunismului în Polonia în 1989, s-a decis menținerea ordinului cu modificările necesare. Fără o schimbare formală a legii din 1974 sau a numelui ordinului, insignele fost schimbată cu cele actuale prin decretul prezidențial din 16 aprilie 1991. Abrevierea "PRL" a fost schimbată la "RP", Vulturul a primit coroană în conformitate cu noua stemă a Poloniei, data "1974" a fost înlăturată de pe revers,iar culoarea baretei a fost schimbată de la albastru deschis cobalt în cobalt închis.
Conform legii din 16 octombrie 1992, ordinul a fost restabilit sub numele Ordinul de Merit al Republicii Polone (Order Zasługi Rzeczypospolitej Polskiej). 
Conform acestei legi, ordinul este acordat străinilor sau polonezilor care locuiesc în străinătate pentru contribuție importantă la cooperarea internațională sau la cooperarea între Polonia și alte țări. Acesta este acordat de președintele Poloniei.

## Grade
Din 1974 până în 1991 ordinul a fost acordat în următoarele clase:
- Clasa I - Marele Cordon al Ordinului de Merit al Republicii Populare Polone
- Clasa a II-a - Comandamentul cu Stea a Ordinului de Merit al Republicii Populare Polone
- Clasa a III-a - Comandamentul Ordinului de Merit al Republicii Populare Polone
- Clasa a IV-a - Insigna de Aur a Ordinului de Merit al Republicii Populare Polone
- Clasa a V-a - Insigna de Argint a Ordinului de Merit al Republicii Populare Polone

Din 1992 Ordinul se acordă în următoarele clase:
- Clasa I - Marea Cruce a Ordinului de Merit al Republicii Polone
- Clasa a II-a - Crucea Comandantului cu Stea a Ordinului de Merit al Republicii Polone
- Clasa a III-a - Comandant al Ordinului de Merit al Republicii Polone
- Clasa a IV-a - Crucea Ofițerului Ordinului de Merit al Republicii Polone
- Clasa a V-a - Crucea Cavalerului a Ordinului de Merit al Republicii Polone